# Classe Rio Minho
A classe Rio Minho, que actualmente engloba apenas uma única unidade, é um tipo de lancha de fiscalização, em serviço na Marinha Portuguesa, vocacionada para a patrulha em águas fluviais. A classe foi projectada e construída no Arsenal do Alfeite em 1991, sendo especialmente concebida para actuação em águas pouco profundas, não possuindo por isso, nem lemes nem hélices, sendo propulsada por jatos de água, e possuindo um calado reduzido. A lancha NRP Rio Minho (P 370), a única da classe, atua principalmente no rio que lhe dá o nome, fiscalizando a fronteira entre Portugal e Espanha.

## Unidades
| Número de amura | Nome          | Comissão | Observações |
| --------------- | ------------- | -------- | ----------- |
| P 370           | NRP Rio Minho | 1991-    |             |